# The Slider
The Slider — сьомий студійний альбом англійської групи T. Rex, який був випущений 21 липня 1972 року.

## Композиції
1. Metal Guru - 2:25
2. Mystic Lady - 3:09
3. Rock On - 3:26
4. The Slider - 3:22
5. Baby Boomerang - 2:17
6. Spaceball Ricochet - 3:37
7. Buick Mackane - 3:31
8. Telegram Sam - 3:42
9. Rabbit Fighter - 3:55
10. Baby Strange - 3:03
11. Ballrooms of Mars - 4:09
12. Chariot Choogle - 2:45
13. Main Man - 4:14

## Склад
- Марк Болан - вокал, гітара, бас, орган
- Міккі Фінн - бас, барабани, вокал
- Білл Легенда - ударні
- Говард Кейлан - бек-вокал
- Марк Волмен - бек-вокал